# Melissa Jiménez (modelo)
Melissa Ester Jiménez Guevara (Maracaibo, Venezuela; 9 de diciembre de 1998) es una modelo venezolana y reina de belleza, ganadora del título Miss Venezuela Internacional 2019. Jiménez representó a Venezuela en el Miss Internacional 2019 en Tokio, Japón, donde se posicionó en el Top 15.

## Vida y carrera

### Primeros años
Jiménez nació en Maracaibo, Venezuela. Actualmente es estudiante de Nutrición y Dietética en la Universidad del Zulia en Maracaibo. Ella comenzó a modelar a la edad de 15 años.

### Concursos de belleza

#### Miss Venezuela 2019
Al final del Miss Venezuela 2019, realizado el 1 de agosto de 2019, Jiménez fue coronada como Miss Venezuela Internacional 2019 al obtener el segundo lugar dentro de la competencia; aparte de ello, también obtuvo el premio especial como 'Mejor Cabello'.
Jiménez obtuvo el derecho de representar a Venezuela en el Miss Internacional 2019. Al final del evento, Melissa fue coronada por Mariem Velazco, Miss Internacional 2018.
Dentro de sus actividades como Miss Venezuela Internacional, Jiménez se caracterizó por ayudar a niñas gimnastas para que se desarrollaran como atletas de alto rendimiento.

#### Miss Internacional 2019
El 12 de noviembre de 2019, Melissa representó a Venezuela en el Miss Internacional 2019; evento celebrado en el Tokyo Dome City Hall en Tokio, Japón. Al final del evento, Jiménez obtuvo el premio especial como la 'Mejor en Traje de Noche', aparte de ello logró posicionarse dentro del Top 15.

## Cronología
| Predecesor: María Eugenia Penoth | Miss Zulia 2019                   | Sucesor: Mariángel Villasmil |
| Predecesor: Mariem Velazco       | Miss Venezuela Internacional 2019 | Sucesor: Isbel Parra         |